# Všestary (Hradec Králové-i járás)
Všestary település Csehországban, a Hradec Králové-i járásban. Všestary Neděliště, Hradec Králové, Světí, Čistěves, Mokrovousy, Dohalice, Dolní Přím, Máslojedy, Střezetice, Třesovice és Stěžery településekkel határos. Lakosainak száma 1804 fő (2024. január 1.).

## Népesség
A település lakosságának változását az alábbi diagram mutatja:
| Lakosok száma | 1964 | 2032 | 2013 | 1501 | 1405 | 1483 | 1727 | 1764 | 1759 | 1804 |
|               | 1869 | 1890 | 1921 | 1950 | 1980 | 2001 | 2017 | 2019 | 2022 | 2024 |